# Yannick Trigance
Pour la commune, voir Trigance.
Yannick Trigance, né le 13 juillet 1962 à Boulogne-Billancourt, est un homme politique français, membre du Parti socialiste.

## Biographie
Enseignant à partir de 1983, pendant vingt-cinq ans, en éducation prioritaire en Seine-Saint-Denis, directeur d'école maternelle puis élémentaire, il devient inspecteur de l’Éducation Nationale en 2008 puis intègre l’administration territoriale en 2010 comme directeur général adjoint d'une commune de la Seine-Saint-Denis, chargé de l'éducation, de la petite enfance et de l'insertion.
Secrétaire national adjoint à l'éducation du Parti socialiste en 2012, il est un proche de François Hollande, dont il est l'un des principaux soutiens en Seine-Saint-Denis lors de la primaire citoyenne de 2011. Il est son conseiller éducation dans son équipe de campagne lors de l'élection présidentielle de 2012. En avril 2016, il juge toujours François Hollande comme meilleur candidat du PS pour la présidentielle de 2017.
De juin 1995 à mars 2001, il est adjoint au maire d'Épinay-sur-Seine chargé des affaires culturelles et internationales dans le mandat de Bruno Le Roux. Soutenu par le maire sortant, il est candidat tête de liste aux élections municipales de 2001. Il perd toutefois face au candidat UDI Hervé Chevreau, élu à plus de 60 %. Depuis 2001, il est conseiller municipal d'opposition et conseiller communautaire territorial de Plaine Commune. Élu conseiller régional d'Île-de-France en 2010, il est réélu en 2015 sur la liste menée par Claude Bartolone.
Suppléant du député Bruno Le Roux, il devient député à la faveur de l'entrée de ce dernier au gouvernement Bernard Cazeneuve le 6 décembre 2016, après un mois, comme prévu par le Code électoral. Après la victoire de Benoît Hamon à la primaire citoyenne de 2017, il est nommé responsable thématique adjoint « Éducation » de sa campagne présidentielle,. En mai 2017, il reçoit l'investiture socialiste pour la première circonscription de la Seine-Saint-Denis aux législatives de juin. Il obtient 9,44 % des suffrages exprimés et est éliminé dès le premier tour.
Lors des élections municipales de 2020, il est candidat dans la commune de Neuilly-sur-Marne à la tête d'une liste de rassemblement de la gauche. Arrivant en tête au premier tour, il est battu au second de seulement 5 voix par son adversaire divers droite. Il démissionne du Conseil Municipal le 21 septembre 2022.
À l'occasion des élections régionales de juin 2021, Yannick Trigance est réélu au Conseil régional Ile-de-France sur la liste d'Audrey Pulvar au premier tour et sur la liste de gauche fusionnée des Yvelines au second tour. Il siège dans la commission lycées.
Lors de l'élection présidentielle de 2022, il anime le pôle éducation de la candidate socialiste Anne Hidalgo.
Par ailleurs il est formateur d'élus en politiques éducatives.
Il publie de nombreux articles et tribunes sur les questions d'éducation.
En septembre 2024, il publie un ouvrage aux éditions de l'Aube (Fondation Jean-Jaurès), intitulé Mixité sociale et scolaire: quels leviers pour quel projet ?. Il avance l'existence d'une ségrégation scolaire, qui découlerait d'une ségrégation sociale qu'il impute, à hauteur d'un tiers, aux établissements scolaires catholiques. Il appelle à imposer la mixité sociale aux établissements privés catholiques.

## Synthèse des mandats et fonctions

### Au sein duParti socialiste
- Secrétaire National école, collège, lycée
- Membre du Bureau national et du Secrétariat national
- Secrétaire fédéral chargé des élections pour la Seine-Saint-Denis.

### Mandat en cours
- Conseiller régional d'Île-de-France depuis juillet 2021

### Anciens mandats
- Maire-adjoint d'Épinay-sur-Seine de 1995 à 2001
- Conseiller municipal d'Épinay-sur-Seine de mars 2001 à janvier 2017
- Conseiller communautaire de Plaine commune de 2001 à 2015
- Conseiller territorial de Plaine commune de 2016 à janvier 2017
- Député de Seine-Saint-Denis 7 janvier 2017 au 21 avril 2017
- Conseiller municipal de Neuilly-sur-Marne de juillet 2020 à septembre 2022
- Conseiller régional d'Île-de-France (liste de la Seine-Saint-Denis) de mars 2010  à juillet 2021
- Conseiller territorial de l'Établissement public territorial Grand Paris - Grand Est de juillet 2020 à septembre 2022.

## Distinction
- Chevalier de l'ordre national de la Légion d'honneur (depuis le 14 juillet 2014[7]).